# Leibnizov kriterij
U matematičkoj analizi, Leibnizov kriterij je metoda koja se koristi da se pokaže da je izmjenični (alternirani) red konvergentan kada njegovi članovi opadaju po apsolutnoj vrijednosti i kada je niz tih članova konvergentan s limesom u nuli. Ovaj test je koristio njemački matematičar i filozof Gottfried Leibniz te je po njemu i nazvano ovo pravilo.
Ovaj test je samo dovoljan, no ne i nužan uvjet, tako da neki konvergentni alternirani nizovi mogu pasti na prvom dijelu testa.

## Iskaz teorema
Ako je {\displaystyle (a_{k})}, {\displaystyle a_{k}>0} opadajući nula-niz (niz s limesom u nuli), tada je alternirani red {\displaystyle a_{1}-a_{2}+a_{3}-...+(-1)^{n+1}a_{n}+...=\sum _{n=1}^{\infty }(-1)^{n+1}a_{n}} konvergentan i za njegovu sumu {\displaystyle S} i njegov {\displaystyle n}-ti ostatak {\displaystyle r_{n}} vrijedi {\displaystyle 0<s<a_{1}} te je {\displaystyle |r_{n}|<a_{n+1}.}
Ako je pak {\displaystyle a_{k}<0,\forall k\in \mathbb {N} }, dokaz se provodi posve analogno.

## Dokaz
Iz relacija {\displaystyle S_{2n+2}=S_{2n}+a_{2n+1}-a_{2n+2}\geq S_{2n}} i {\displaystyle S_{2n+1}=S_{2n-1}-a_{2n}+a_{2n+1}\leq S_{2n-1}}, vidimo da niz {\displaystyle (S_{2n})} monotono raste, a da niz {\displaystyle (S_{2n-1})} monotono pada. Također, iz {\displaystyle S_{2}\leq S_{2n}=S_{2n-1}-a_{2n}<S_{2n-1}\leq S_{1}1} vidimo da je niz {\displaystyle (S_{2n})} ograničen odozgo sa {\displaystyle S_{1}}, a da je niz {\displaystyle (S_{2n-1})} ograničen odozdo sa {\displaystyle S_{2}} pa su oba ova niza konvergentna. Dakako, postoje {\displaystyle \lim _{n\to \infty }S_{2n}} i {\displaystyle \lim _{n\to \infty }S_{2n-1}} u {\displaystyle \mathbb {R} }. Zato imamo da vrijedi
{\displaystyle \lim _{n\to \infty }S_{2n-1}-\lim _{n\to \infty }S_{2n}=-\lim _{n\to \infty }a_{2n}=0} i zaključujemo da je {\displaystyle \lim _{n\to \infty }S_{2n}=\lim _{n\to \infty }S_{2n-1}(=S)} pa niz {\displaystyle (Sn)} konvergira k {\displaystyle S}, što znači da je {\displaystyle \sum _{k=1}^{\infty }(-1)^{k+1}a_{k}=S}.
Sada iz {\displaystyle S_{2n}<S<S_{2n-1}} slijedi {\displaystyle 0<S_{2}<S<S_{1}=a_{1}}, tj. {\displaystyle 0<s<a_{1}}. (*)
Preostaje još ocijeniti {\displaystyle n}-ti ostatak {\displaystyle r_{n}}. Iz {\displaystyle (-1)^{n}r_{n}=a_{n+1}-a_{n+2}+...} koristeći (*) zaključujemo da je {\displaystyle |(-1)^{n}r_{n}|=|r_{n}|<a_{n+1}}, što je i trebalo pokazati.